# Ágói-patak
Ágói-patak är ett vattendrag i Ungern. Det ligger i den centrala delen av landet, 70 km öster om huvudstaden Budapest.